# But
But je priimek v Sloveniji, ki ga je po podatkih Statističnega urada Republike Slovenije na dan 1. januarja 2010 uporabljalo 96 oseb in je med vsemi priimki po pogostosti uporabe uvrščen na 4.539. mesto.

## Znani nosilci priimka
- Darko But, nekdanji generalni direktor Uprave Republike Slovenije za zaščito in reševanje
- Franc But (*1962), agronom, ekonomist, politik, diplomat
- Igor But (*1965), ginekolog, porodničar, prof. MF
- Maša But, jazzovska in zabavnoglasbena pevka (Vudlenderji)